# 代尼戈莫杜区
代尼戈莫杜區是太平洋島國諾魯的一個行政區，位於該島的西部。平均海拔20公尺（最高海拔57米）。代尼戈莫杜區是屬於Ubenide選舉區。

## 建設
- 諾魯共和國磷酸鹽公司
- 國營磷酸鹽公司醫院
- 綜合醫院
- 氣象站
- 美國大氣輻射測量
- 外國勞動住宅

## 最早的村落
Yaranemat, Aioe, Anapodu, Anatip, Anerowe, Anibawo, Ariyeyen, Atumurumur, Bowagae, Butimangum, Bwaterangerang, Bwerigi, Eateneno, Ibuge, Imwitada, Ruebe, Tarawoa 和 Yangor，共18個。